# Unknown Worlds Entertainment

Unknown Worlds Entertainment —  незалежна американська компанія з розробки відеоігор, мета якої - "об'єднати світ за допомогою гри". Компанія заснована у 2001 році у місті Сан-Франциско і найбільш відома завдяки розробці ігрових серій Natural Selection та Subnautica.

## Історія
Unknown Worlds Entertainment була заснована в травні 2001 року Чарлі Клівлендом (Charlie Cleveland) і починала свій творчий шлях як група розробників, відповідальних за розробку відомого безкоштовного мода на базі Half-Life - Natural Selection. Успіх Natural Selection переконав Клівленда розпочати роботу над комерційним продовженням гри: Natural Selection 2. Незабаром після цього,  Клівленд заснував Unknown Worlds Entertainment — комерційну студію комп'ютерних ігор.
Хоча ринок казуальних ігор не є цільовим напрямком роботи Unknown Worlds Entertainment, Zen of Sudoku — казуальна комп'ютерна гра-головоломка, заснована на популярній логічній головоломці Судоку, була створена компанією в листопаді 2006 року з метою отримання доходу для фінансування розвитку Natural Selection 2. Чарлі Клівленд, один з розробників Unknown Worlds Entertainment, назвав розробку казуальних ігор як "останньою можливістю" для фінансування запланованого продовження, щоб уникнути, таким чином, контролю над компанією зовнішніми інвесторами.
У жовтні 2006 року співзасновником студії став Макс Макгвайр (Max McGuire), що раніше працював головним програмістом у Iron Lore Entertainment. Макгвайр став технічним директором UWE і відтоді почався серйозний розвиток Natural Selection 2. Згодом Макс і Чарлі залучили групу інвесторів-ангелів: Річарда Кейна (Richard Kain), Метью Ле Мерле (Matthew Le Merle), Іру Роткен (Ira Rothken) та Коліна Віля (Colin Wiel) з метою підтримки компанії після зустрічі на GDC в Сан-Франциско. Через рік Unknown Worlds випустила Decoda як комерційний налагоджувач для мови програмування Lua. Цей додаток було створено для допомоги в розробці Natural Selection 2, чий ігровий код значною мірою був написаний у Lua.
Пізніше, працюючи над Natural Selection 2, студія оголосила про заміну грального рушія Source на власний запатентований двигун розроблений силами компанії. Після консультацій зі своєю фан-базою, щодо можливої назви нового рушія, він нарешті отримав назву Evolution. Пізніше з'ясувалося, що ім'я Evolution вже використовується і назва рушія змінилася на Spark.
У червні 2008 року, на посаду артдиректора студії, був найнятий Корі Страдер (Cory Strader). До цього Страдер був одним з провідних членів команди розробки над Natural Selection. У травні 2009 року «Невідомі світи» почали приймати попередні замовлення на стандартні та спеціальні версії майбутньої Natural Selection 2. Відеогра Natural Selection 2 побачила світ 31 жовтня 2012 року.
У лютому 2013 року UWE розмістили на GitHub вихідний код для Decoda.

## Розроблені відеоігри
| Рік  | Назва продукції        | Жанр                                                                    | Платформа                               |
| ---- | ---------------------- | ----------------------------------------------------------------------- | --------------------------------------- |
| 2002 | Natural Selection      | Шутер від першої особи, Стратегія в реальному часі                      | Windows                                 |
| 2006 | Zen of Sudoku          | Інді-гра, казуальна гра.                                                | Windows                                 |
| 2012 | Natural Selection 2    | Багатокористувацький шутер від першої особи, Стратегія в реальному часі | Windows, Linux                          |
| 2018 | Subnautica             | Пригодницька відеогра, Симулятор виживання, Відкритий світ              | Windows, MacOS, PlayStation 4, Xbox One |
| 2019 | Subnautica: Below Zero | Пригодницька відеогра, Симулятор виживання, Відкритий світ              | Windows                                 |
| 2026 | Subnautica 2           | Пригодницька відеогра, Симулятор виживання, Відкритий світ              | Windows                                 |
| ЩНВ  | Future Perfect         | N/A                                                                     | N/A                                     |